# Divald Ferdinánd János
Divald Ferdinánd János (Selmecbánya, 1787 – Selmecbánya, 1845) kamarai királyi erdőmester volt Besztercebányán.
1810-ben a selmeci erdészeti akadémia hallgatója volt. 1837-től Besztercebányán dolgozott a királyi kamara erdészeként, Jozef Dekret Matejovie (Decrett József) után.

## Művei
- A magyar orvosok és természetvizsgálóknak Beszterczebányán tartott III. nagygyűlésén felolvasott értekezései: A zólyomi kir. erdőszetek rövid vázlatban, Némely zólyomi nevezetességek és Fanemek jegyzéke. Munkálatok. Pest, 1843.